# Bruce Harlan
Bruce Ira Harlan (ur. 2 czerwca 1926 w Marple Newtown, zm. 22 czerwca 1959 w Norwalk) – amerykański skoczek do wody. Dwukrotny medalista olimpijski z Londynu.
Igrzyska w 1948 były jego jedyną olimpiadą. Zwyciężył w skokach z trzymetrowej trampoliny i zajął drugie miejsce w skokach z wieży. Wyprzedził go rodak Sammy Lee. W 1973 został przyjęty do International Swimming Hall of Fame. W 1944 wstąpił do marynarki. Wśród zdobytych przez niego tytułów można wymienić m.in. 5 triumfów w mistrzostwach NCAA.